# 三明沙县机场
三明沙县机场，位于中國福建省三明市沙县区。于2016年3月7日正式通航。
三明沙县机场位于沙县高速公路际口枢纽西北，高砂镇龙慈隧道附近。机场定位为民航支线机场，可满足双向起降的要求，飞行区等级为4C级，通航后可起降波音737系列、空客A320系列、CRJ-200等C类机型，并开通三明至北京、上海、广州、深圳、厦门、南昌、成都、沈阳等城市的航线。
远期定位为中型机场，并具备扩建为4D级机场的条件。跑道可向东北方向延长至2800米，起降波音757、767系列等D类机型，直飞国内主要城市、港澳地区、东南亚国家。

## 发展历史
1984年，三明市委市政府首次提出建设机场的设想，机场先后选址了永安贡川、三元吉口、沙县水南等8个地点。
1993年10月9日，经国务院、中央军委批准立项新建三明沙县机场，场址确定在三明市沙县虬江乡凤凰山附近。1994年，原国家计委批复了可行性报告。1995年6月，开始土石方工程建设。
1998年底，已投入资金1.6亿元的沙县机场由于政策和资金问题停建。
2005年12月26日，三明沙县机场在原址续建。2008年，三明沙县机场再次停建，此时土石方工程已接近完工。
2010年11月4日，三明沙县机场在离原场址9.6公里的新场址重新开工。
2013年5月20日工程进度：一、机场土石方工程已基本完成。二、航站楼建设正在做招投标的前期工作。三、飞行区跑道水泥硬化待土石方平整后的道槽区自然沉降监测结果达标后进行。
2014年4月24日工程进度：三明（沙县）机场完成建设投资17.9亿元。至2014年一季度，已完成投资17.9亿元，完成土石方工程总量约6000万方，已完成飞行区净空处理、边坡防护、排水等工程。航站楼正在进行三楼的模板搭建及办票大厅的钢结构吊装，航管楼塔台正在进行五楼的框架施工，预计5月份封顶。各项进口设备已完成国际招投标并签订合同，部分国产设备完成公开招标，航站楼、航管楼预计今年11月份竣工，力争2014年底机场基本建成，2015年第三季度实现通航。
2016年3月7日吉祥航空执飞A320从上海浦东至三明沙县机场往返航班首航成功，圆了三明人民三十年来始终追求的“机场梦”。

## 航点
2025年夏秋航季（3月30日至10月25日）
| 航空公司           | 目的地                |
| ------------------ | --------------------- |
| 中国东方航空（MU） | 青岛、昆明、上海/虹桥 |
| 西藏航空（TV）     | 成都、拉萨            |
| 中国南方航空（CZ） | 广州                  |
| 上海航空（FM）     | 北京/大兴             |
| 华夏航空（G5）     | 西安、重庆            |